# Eissportzentrum Grefrath
Het Eissportzentrum Grefrath (Grefrather EisSport & EventPark) is een ijscomplex in Grefrath in de Duitse deelstaat Noordrijn-Westfalen. Het ijscomplex beschikt over een 400m openlucht-kunstijsbaan, een ijshockey/kunstrijhal en een schaatstent met een ijsoppervlak van 1.800 m². De schaatshal is geopend in 1971 en de openlucht-kunstijsbaan en schaatstent in 1974/1975. Het ijscomplex ligt op 40 meter boven zeeniveau. 

## Sportverenigingen
Meerdere schaatsverenigingen maken gebruik van het Grefrather EisSport & EventPark:
- Grefrather Eissport Club (GEC) - ijshockey[1]
- Grefrather Eissport Gemeinschaft (GEG) - ijshockey[2]
- Grefrather Schlittschuh Klub (GSK) - kunstrijden[3]
- Eisschnelllaufclub Grefrath 1992 (ECG)[4] - langebaanschaatsen[5]
Bekende schaatsers: Christian Breuer (1976), Björn Oltmer (1979), Stefan Heythausen (1981), Alexandra Lipp (1984), Katja Franzen (1990), Johannes Brunner (1996)
- Recreatieve Schaatsvereniging Noord-Limburg (RSNL) - langebaanschaatsen[6]

Het ijscomplex is bovendien door het Duits Olympisch Comité aangewezen als deelstaat-/trainingsbasis voor het langebaanschaatsen in Noordrijn-Westfalen.

## Nationale kampioenschappen
- 1977 - DK sprint
- 1980 - DK sprint
- 1985 - DK allround vrouwen
- 1987 - DK allround
- 1990 - DK sprint
- 2000 - BK allround mannen
- 2001 - BK allround mannen
- 2002 - BK afstanden
- 2003 - BK allround mannen
- 2004 - BK allround mannen